# Mediorhynchus turnixena
Mediorhynchus turnixena är en hakmaskart som först beskrevs av Marcos A. Tubangui 1931.  Mediorhynchus turnixena ingår i släktet Mediorhynchus och familjen Giganthorhynchidae. Inga underarter finns listade i Catalogue of Life.